# Farkhunda Muhtaj
Farkhunda Muhtaj (15 november 1997) is een Afghaans voetbalspeelster, die sinds 2022 uitkomt voor Fortuna Sittard. Ze tekende als middenvelder een contract voor een jaar. Muhtaj komt sinds 2016 internationaal uit in het Afghaans vrouwenvoetbalelftal, waarvan ze aanvoerder is.
Hoewel ze werd geboren in Pakistan, heeft ze de Afghaanse nationaliteit, maar is ze opgegroeid in Canada. Ze bezit daardoor ook de Canadese nationaliteit. In Canada speelde ze tussen 2015 en 2019 voor de York Lions van de York University. Tegelijk kwam ze uit voor de semiprofessionele clubs Vaughan Azzurri en Durham United FA. In 2021 keerde ze terug bij Vaughan Azzurri. Muhtaj speelde de eerste helft van 2022 voor Fatih Vatan SK in Turkije. 
1 Dinkla ·
2 Van Koot ·
3 Stoop ·
5 Hilhorst ·
6 Mulder ·
7 Lindfors ·
8 Van Heeswijk ·
9 Prins ·
10 Eijken ·
11 Dekker ·
14 Vijfhuizen ·
15 Van Walsem ·
17 Pietersma ·
18 Van Berlo ·
19 Peereboom ·
20 Rooijendijk ·
21 Arons ·
22 Thijs ·
23 Stauffenberg ·
24 Van Wershoven ·
26 Kopp ·
27 Baccarne ·
Coach: Van Lieshout